# Paul Billiet
Paulus (Paul) Jacobus Emilius Billiet (Antwerpen, 14 februari 1838 - aldaar, 3 november 1918) was een Belgisch journalist, redacteur, dramaticus en politicus voor de Liberale Partij.

## Levensloop
Billiet was tot 1858 redacteur van de krant De Schelde, vervolgens ging hij aan de slag bij het dagbladen De Grondwet (1858 - 1862) en De Koophandel (1863 - 1894). Van deze krant was hij hoofdredacteur van 1876 tot 1894, hij werd in deze hoedanigheid opgevolgd door Antoon Moortgat Vervolgens was hij correspondent van De Vlaamsche Gazet, de Nieuwe Rotterdamsche Courant (1872 - 1879) en vanaf 1894 voor Het Laatste Nieuws. Tevens was hij secretaris (1885), voorzitter van de Antwerpse afdeling (1890) en algemeen voorzitter (1894) van het Belgisch Komiteit der Drukpers.
Daarnaast was hij lid van de Liberale Associatie en tevens de Liberale Vlaamsche Bond. Van 5 juli 1881 tot 25 mei 1884 en van 3 juli 1888 tot 3 november 1918 maakte hij deel uit van de Antwerpse provincieraad, waarvan hij van 3 juli 1906 tot 2 juli 1907 quaestor was.
Ten slotte speelde Billiet ook een belangrijke rol bij de oprichting van de Koninklijke Vlaamsche Opera te Antwerpen en schreef zelf ook toneelstukken, ook vertaalde hij Frans en Duits toneelwerk.

## Werken

### Boeken
- Hoe en door wie het Nederlandsche Lyrisch Tooneel en de Vlaamsche Opera te Antwerpen gesticht werden (1918)

### Toneelstukken
- Help U zelven (1867)
- Belofte maakt schuld (1872)
- Liederik de rentmeester (1875)